# Dalni (Starominskaya, Krasnodar)
Dalni (del ruso: Дальний) es un posiólok del raión de Staromínskaya del krai de Krasnodar, en Rusia. Está situado en las llanuras de Kubán-Priazov, 19 km al sur de Staromínskaya y 146 km al norte de Krasnodar, la capital del krai. Tenía 231 habitantes en 2010.
Pertenece al municipio Rasvétovskoye.

## Historia
Tiene su origen en la sección n.º 4 del sovjós Starominskoye. En 1958 fue designado Dalni.